# Wielka Nagroda Akademii Duńskiej
Wielka Nagroda Akademii Duńskiej (duń. Det Danske Akademis Store Pris) – najważniejsza duńska nagroda literacka, przyznawana przez Akademię Duńską od 1961. Pierwotnie przyznawana była corocznie, a od 1982 do dziś – co drugi rok. Od 2000 wysokość nagrody wynosi 300 000 koron.

## Laureaci
- 1961 Knuth Becker(inne języki)
- 1962 Villy Sørensen
- 1963 Jens August Schade
- 1964 Jacob Paludan
- 1965 Erik Knudsen
- 1966 Klaus Rifbjerg
- 1967 Ole Sarvig
- 1968 Tom Kristensen
- 1969 Frank Jæger
- 1970 Ivan Malinowski(inne języki)
- 1971 Leif Panduro
- 1972 Svend Åge Madsen(inne języki)
- 1973 Hans Scherfig
- 1974 Sven Holm
- 1975 Carl Erik Soya(inne języki)
- 1976 Jørgen Jacobsen Sonne(inne języki)
- 1977 Peter Seeberg
- 1978 Tage Skou-Hansen(inne języki)
- 1979 Poul Vad(inne języki)
- 1980 Henrik Nordbrandt(inne języki)
- 1981 Dorrit Willumsen
- 1982 Per Højholt
- 1984 Jess Ørnsbo(inne języki)
- 1986 Henrik Stangerup(inne języki)
- 1988 Halfdan Rasmussen
- 1990 Jens Smærup Sørensen(inne języki)
- 1992 Peter Laugesen(inne języki)
- 1994 Ib Michael(inne języki)
- 1996 Vibeke Grønfeldt(inne języki)
- 1998 Cecil Bødker
- 2000 Kirsten Thorup(inne języki)
- 2002 Vagn Lundbye(inne języki)
- 2004 Peer Hultberg
- 2006 Bent Vinn Nielsen(inne języki)
- 2008 F.P. Jac(inne języki)
- 2010 Jørn Riel(inne języki)
- 2012 Thomas Boberg(inne języki)
- 2014 Knud Sørensen(inne języki)
- 2016 Helle Helle
- 2018 Christina Hesselholdt(inne języki)
- 2020 Naja Marie Aidt(inne języki)
- 2022 Marianne Larsen(inne języki)
- 2024 Solvej Balle(inne języki)